# توفيق قباني
توفيق قباني (توفي 1954) صناعي دمشقي وزعيم وطني، كان أحد أركان الكتلة الوطنية المناهضة للاحتلال الفرنسي، وهو والد كلّ من الشاعر نزار قباني والدكتور صباح قباني، مؤسس التلفزيون العربي السوري وسفير سورية في الولايات المتحدة.

## نشاطه الصناعي
سافر توفيق قباني من دمشق إلى مصر وهو في الخامسة عشرة من عمره، لمرافقة جد الأسرة أبي خليل القباني، مؤسس المسرح العربي، بعد توجهه إلى القاهرة هرباً من تعصب بعض رجال الدين الرافضين لنشاطه الفني في دمشق. وفي القاهرة، تعلم توفيق قباني من الجاليات الإيطالية والفرنسية صناعة الملبس والنوكا والشوكولا عندما لم تكن تلك الأصناف معروفة بعد في دمشق حيث كان الأهالي لا يعرفون إلا الحلوى المصنوعة يديوياً في بيوتهم. عاد توفيق القباني إلى سورية وأسس أول معمل لصناعة الملبس، بين سوق البزورية وحي مئذنة الشحم، كتب على لافتته "المؤسس الأول لمعمل الملبس." في مذكراته، يصف الدكتور صباح قباني ابتكار والده بالقول إن منتجاته أبهرت الناس، بشكلها ومذاقها، "وحيرهم كيف يمكن لحبة اللوز أن تدخل غلاف سكري محكم الإغلاق لتصبح ملبسة.
وفي مطلع الثلاثينيات، شارك توفيق قباني بتأسيس أهم المشاريع الصناعية في سورية، لتشغيل اليد العاملة وإيجاد مصدر دخل للحركة الوطنية. فقد كان من مؤسسي معمل الإسمنت في منطقة دمر، مع كلّ من فارس الخوري وخالد العظم، ومعمل الكونسروة الوطني، مع صديقه الرئيس شكري القوتلي.

## شهادة نزار قباني
وفي سيرته الذاتية «قصتي مع الشعر» يتحدث نزار قباني عن أبيه قائلاً: «وإذ أردتُ تصنيف أبي، أصنفه دون تردد بين الكادحين، لأنه أنفق خمسين عاماً من عمره، يستنشق روائح الفحم الحجري، ويتوسّد أكياس السُكر وألواح خشب السحاحير...وكان يعود إلينا من عمله في زقاق معاوية كلّ مساء، تحت مياه المزاريب الشتائية كأنه سفينة مثقوبة. وإنني لا أذكّر وجه أبي المطلي بهباب الفحم وثيابه الملطّخة بالبقع والحروق، كلّما قرأت كلام من يتهمونني بالبورجوازية والانتماء إلى الطبقة المرفهة، والسلالات ذات الدم الأزرق. أي طبقة...وأي دم ازرق هذا الذي يتحدثون عنه؟ إن دمي ليس ملكياً، ولا شاهانياً، وإنما هو دم عادي كدم آلاف الأًسر الدمشقية الطيّبة التي كانت تكسب رزقها بالشرف والاستقامة والخوف من الله.»

## العمل الوطني
انتسب توفيق قباني إلى الكتلة الوطنية، التنظيم السّياسي الأبرز المناهض للاستعمار، وقام بتمويل الحركة الوطنية لسنوات طويلة من حُرّ ماله. كما أدى دوراً محورياً في تنظيم الإضراب الستيني الذي قادته الكتلة الوطنية ضد فرنسا عام 1936 احتجاجاً على اعتقال زعيم دمشق ونائبها فخري البارودي. وقاد الاحتجاج الشعبي ضد دخول البضائع الصهيونية إلى أسواق دمشق في شباط 1934، التي تم جمعها وحرقها في سوق الحميدية، تحت إشراف مباشر من القباني. وفي عام 1939، تم اعتقاله من قبل سلطة الاحتلال وسوقه إلى سجن تدمر ثم إلى سجن الرمل في بيروت، بتهمة التمويل والتخطيط للحركة الوطنية في سورية. وفي تعليق نزار على نشاط والده الوطني قال: «كان أبي إذاً يصنع الحلوى ويصنع الثورة. وكنت أُعجب بهذه الازدواجية فيه، وأُدهش كيف يستطيع أن يجمع بين الحلاوة والضراوة.» 

## الوفاة
توفي توفيق قباني في دمشق سنة 1954 وصدّرت جميع الصحف السورية في افتتاحياتها مقالات إشادة بجهاده وتضحياته في سبيل استقلال وطنه.